# Pleurocerina longicornis
Pleurocerina longicornis är en tvåvingeart som först beskrevs av Krober 1915.  Pleurocerina longicornis ingår i släktet Pleurocerina och familjen stekelflugor. Inga underarter finns listade i Catalogue of Life.